# Lou Lamoriello
Louis Lamoriello, detto Lou (Providence, 21 ottobre 1942), è un allenatore di hockey su ghiaccio e dirigente sportivo statunitense, attualmente general manager dei New York Islanders nella National Hockey League.

## Carriera
Lamoriello è il più longevo general manager nella storia dell'NHL, essendo stato general manager dei New Jersey Devils per 28 anni, dal 1987 al 2015. Sotto la sua guida, la squadra di East Rutherford (trasferitasi poi a Newark nel 2007), passò da un livello sostanzialmente mediocre ad imporsi come una delle maggiori forze della lega, mancando la qualificazione ai playoff in sole tre occasioni dal 1988 al 2012 e raggiungendo cinque finali di Stanley Cup, vincendone tre (1995, 2000 e 2003). Lamoriello ha anche allenato la squadra in due distinti periodi, nel corso della stagione 2005-2006, sostituendo il dimissionario Larry Robinson, e nella stagione 2006-2007, subentrando a Claude Julien; il suo score da allenatore è positivo, con 34 vittorie, 14 sconfitte e 5 sconfitte in overtime in 53 partite. Nel 2009 è stato inserito nella Hockey Hall of Fame.
Il 4 maggio 2015 Lamoriello ha lasciato i Devils, venendo sostituito da Ray Shero. Il 23 luglio è diventato general manager dei Toronto Maple Leafs
Oltre all'attività con i club, Lamoriello è stato il general manager del Team USA nella World Cup of Hockey 1996, in cui la nazionale vinse l'oro, ed alle Olimpiadi Invernali 1998. Inoltre, è socio di minoranza della squadra di baseball dei New York Yankees, con cui ha vinto le World Series 2009.